# پارک ورزشی آپیا
پارک ورزشی آپیا (به لاتین: Apia Park) یک منطقهٔ مسکونی در ساموآ است که در آپیا واقع شده‌است.